# Pavăț, Mehedinți
Pavăț este un sat în comuna Tâmna din județul Mehedinți, Oltenia, România. Se afla la 44°34’10”N - 22°59’00”E, la o altitudine ce variază între 234 și 295 m.